# Anomala limata
Anomala limata är en skalbaggsart som beskrevs av Candeze 1869. Anomala limata ingår i släktet Anomala och familjen Rutelidae. Inga underarter finns listade i Catalogue of Life.